# Megapsammoecus christinae
Megapsammoecus christinae is een keversoort uit de familie spitshalskevers (Silvanidae). De wetenschappelijke naam van de soort werd in 1995 gepubliceerd door Karner.